# Twice2
#Twice2 ist das zweite japanische Kompilationsalbum der südkoreanischen Girlgroup Twice. Es erschien am 6. März 2019 in Japan.

## Hintergrund
Am 11. Januar 2019 bestätigte JYP Entertainment die Veröffentlichung eines neuen Kompilationsalbums von Twice in Japan. Das Album sollte am 6. März 2019, im Vorfeld der geplanten „Twice Dome Tour 2019“ im März und April in Japan veröffentlicht werden. Vorab veröffentlichte die Gruppe den Titel Likey -Japanese ver.- am 10. Januar als digitale Single. Etwa einen Monat später, am 7. Februar, erschien What is Love? -Japanese ver.-, ebenfalls als digitale Single.
#Twice2 erschien am 6. März 2019. Das Album erreichte gleich am ersten Tag Platz 1 der Oricon Daily Album Charts und stellte mit 95.825 Kopien einen neuen Verkaufsrekord für eine K-Pop Girlgroup auf. Twice schlug damit den eigenen Rekord, den die Gruppe mit dem Album BDZ aufgestellt hatte.

## Titelliste
| Nr.          | Titel                                | Text                                          | Musik                                                                          | Länge |
| ------------ | ------------------------------------ | --------------------------------------------- | ------------------------------------------------------------------------------ | ----- |
| 1.           | Likey -Japanese ver.-                | Black Eyed Pilseung, Jeon Goon, Mayu Wakisaka | Black Eyed Pilseung, Jeon Goon                                                 | 3:29  |
| 2.           | Heart Shaker -Japanese ver.-         | Galactika, Risa Horie, Na.Zu.Na, Yu-ki Kokubo | David Amber, Sean Alexander                                                    | 3:08  |
| 3.           | What Is Love? -Japanese ver.-        | J.Y. Park "The Asiansoul", Risa Horie         | J.Y. Park "The Asiansoul"                                                      | 3:30  |
| 4.           | Dance the Night Away -Japanese ver.- | Wheesung, Eri Osanai                          | Anne Judith Stokke Wik, Moonshine, Cazzi Opeia, Seung-eun Oh, Andreas Baertels | 3:03  |
| 5.           | Yes or Yes -Japanese ver.-           | Sim Eun-jee, Yuka Matsumoto                   | David Amber, Andy Love                                                         | 4:01  |
| 6.           | Likey (nur CD)                       | Black Eyed Pilseung, Jeon Goon                | Black Eyed Pilseung, Jeon Goon                                                 | 3:29  |
| 7.           | Heart Shaker (nur CD)                | Galactika                                     | David Amber, Sean Alexander                                                    | 3:08  |
| 8.           | What Is Love? (nur CD)               | J.Y. Park "The Asiansoul"                     | J.Y. Park "The Asiansoul"                                                      | 3:30  |
| 9.           | Dance the Night Away (nur CD)        | Wheesung                                      | Anne Judith Stokke Wik, Moonshine, Cazzi Opeia, Seung-eun Oh, Andreas Baertels | 3:03  |
| 10.          | Yes or Yes (nur CD)                  | Sim Eun-jee                                   | David Amber, Andy Love                                                         | 3:59  |
| Gesamtlänge: | Gesamtlänge:                         | Gesamtlänge:                                  | Gesamtlänge:                                                                   | 34:20 |

| Nr. | Titel                                                         | Länge |
| --- | ------------------------------------------------------------- | ----- |
| 1.  | Likey -Japanese ver.- Music Video                             |       |
| 2.  | Heart Shaker -Japanese ver.- Music Video                      |       |
| 3.  | What Is Love? -Japanese ver.- Music Video                     |       |
| 4.  | Dance the Night Away -Japanese ver.- Music Video              |       |
| 5.  | Yes or Yes -Japanese ver.- Music Video                        |       |
| 6.  | Likey Music Video                                             |       |
| 7.  | Heart Shaker Music Video                                      |       |
| 8.  | What is Love? Music Video                                     |       |
| 9.  | Dance the Night Away Music Video                              |       |
| 10. | Yes or Yes Music Video                                        |       |
| 11. | Likey -Japanese ver.- Music Video Making Movie                |       |
| 12. | Heart Shaker -Japanese ver.- Music Video Making Movie         |       |
| 13. | What Is Love? -Japanese ver.- Music Video Making Movie        |       |
| 14. | Dance the Night Away -Japanese ver.- Music Video Making Movie |       |
| 15. | Yes or Yes -Japanese ver.- Music Video Making Movie           |       |
| 16. | #TWICE2 Jacket Shooting Making Movie =                        |       |

## Chartplatzierungen
| ChartsChartplatzierungen | Höchstplatzierung | Wochen |
| ------------------------ | ----------------- | ------ |
| Japan (Oricon)           | 1 (64 Wo.)        | 64     |

| ChartsJahrescharts (2019) | Platzierung |
| ------------------------- | ----------- |
| Japan (Oricon)            | 6           |

## Auszeichnungen

### Preisverleihungen
- Japan Gold Disc Awards 2020[8]
  - Album of the year
  - Best 3 albums

### Auszeichnungen für Musikverkäufe
| Land/Region  | Auszeichnungen für Musikverkäufe (Land/Region, Auszeichnung, Verkäufe) | Verkäufe |
| ------------ | ---------------------------------------------------------------------- | -------- |
| Japan (RIAJ) | Platin                                                                 | 250.000  |
| Insgesamt    | 1× Platin ·                                                            | 250.000  |

Hauptartikel: Twice/Diskografie